# Veniamin Reshetnikov
Veniamin Reshetnikov, né le 28 juillet 1986 est un escrimeur russe pratiquant le sabre. Il est gaucher. 
Il champion d’Europe au sabre par équipe lors des  championnats d'Europe d'escrime 2007 puis connait son plus grand succès en 2009 à Plovdiv. Il est le vainqueur surprise des championnats d'Europe d'escrime 2009. Avant ce fait d'armes, il n’avait jamais gagné de compétition internationale individuelle championnat ou épreuve de coupe du monde. Il bat en finale le sabreur français Julien Pillet 15 touches à 14.

## Palmarès
- Championnats du monde d'escrime :
  -  Médaille d'or aux Championnats du monde d'escrime 2013 à Budapest
  -  Médaille d'or par équipes aux Championnats du monde d'escrime 2011 à Catane
  -  Médaille de bronze au sabre individuel aux Championnats du monde d'escrime 2010 à Paris
- Championnats d'Europe d'escrime :
  -  Médaille d'or aux Championnats d'Europe d'escrime 2009
  -  Médaille d'or par équipes aux Championnats d'Europe d'escrime 2007